# Csaba Hegedűs
Csaba Hegedűs (n. 6 septembrie 1948, Sárvár, Vas, Ungaria) este un luptător ce a reprezentat Ungaria, medaliat olimpic. A participat la 2 ediții ale Jocurilor Olimpice (1972, 1976) în care a câștigat o medalie de aur.